# Макеев, Даниил Игоревич
Даниил Игоревич Макеев (род. 30 июля 1998, Москва) — российский футболист, полузащитник.

## Биография
Воспитанник московского «Спартака». Затем выступал за молодежные команды «Химок», «Рубина» и «Зенита». В сезоне 2017/2018 стал вторым бомбардиром молодежного первенства Премьер-лиги. Выступал в ФНЛ и ПФЛ за вторую команду «Зенита». В марте 2021 года покинул клуб. Вскоре заключил контракт с литовским клубом А-Лиги «Дайнава». Дебютировал 6 марта в поединке против «Невежиса» (0:2).
В апреле 2022 перешёл в медийный футбольный клуб «Broke Boys». В марте — июле 2024 года играл за медиафутбольный клуб СКА Ростов-на-Дону, затем вернулся в «Broke Boys».